# Vadodara
Vadodara (o Baroda; Gujarati: વડોદરા; Marathi: बडोदा) è una suddivisione dell'India, classificata come municipal corporation, di 1.306.035 abitanti, capoluogo del distretto di Vadodara, nello stato federato del Gujarat. In base al numero di abitanti la città rientra nella classe I (da 100.000 persone in su). Vadodara è la terza città dello stato per popolazione.

## Geografia fisica
La città è situata a 22° 18' 0 N e 73° 12' 0 E e ha un'altitudine di 193 m s.l.m.

## Società

### Evoluzione demografica
Al censimento del 2001 la popolazione di Vadodara assommava a 1.306.035 persone, delle quali 684.130 maschi e 621.905 femmine. I bambini di età inferiore o uguale ai sei anni assommavano a 140.493, dei quali 76.419 maschi e 64.074 femmine. Infine, coloro che erano in grado di saper almeno leggere e scrivere erano 1.023.940, dei quali 561.739 maschi e 462.201 femmine.